# Calimere
La punta Calimere (Kalli-medu Tamil) també Cap Calimere o Kodikkarai, és una terra baixa de la costa de Coromandel, districte de Nagapattinam, a Tamil Nadu, Índia, enfront de la punta Pedro de Ceilan. Forma la zona del delta del riu Cauvery i forma el gir de la costa. Un far dels Cola en aquest lloc fou destruït pel tsunami del 2004. Hi ha un altre far construït el 1902. Hi ha un temple hindú i el bany en aquest punt és considerat sagrat.